# Jacek Olejniczak (bokser)
Jacek Olejniczak (ur. 5 lipca 1964) – polski bokser, zawodnik łódzkiej Gwardii, srebrny (1984) i brązowy (1987) medalista Mistrzostw Polski.
Uczestnik Mistrzostw Europy w 1985 i 1987 (waga półśrednia).